# Álvaro RosaCosta
Álvaro RosaCosta (Porto Alegre, 7 de outubro de 1967) é um compositor, cantor, multi-instrumentista, produtor, ator, diretor teatral e professor brasileiro. Formou-se em Artes Plásticas pela UFRGS mas direcionou-se para a Música e as Artes Cênicas. Seu trabalho foi reconhecido amplamente pela crítica e recebeu muitos prêmios.

## Biografia
Na música um dos trabalhos mais aplaudidos que produziu é o espetáculo Xaxados e Perdidos, de Simone Rasslan, dedicado à música popular brasileira em arranjos originais de músicas do domínio público e composições próprias, atuando como diretor musical, arranjador, cantor e instrumentista, distinguido em 2013 com quatro Prêmios Açorianos: Melhor Arranjo (Álvaro RosaCosta, Simone Rasslan e Beto Chedid), Disco do Ano, Melhor Disco de MPB, e Melhor Intérprete de MPB (Simone Rasalan).
Foi chamado de "grande ator" por Antônio Hohlfeldt, atua no teatro adulto e infantil, e Taís Ferreira disse que Álvaro "é um dos nomes mais significativos do teatro gaúcho de sua geração, sendo um dos mais atuantes artistas na Companhia Teatro Novo, conhecida pelas suas encenações voltadas para crianças há mais de 40 anos. [...] É importante frisar que esse artista porto-alegrense descende de uma linhagem de trabalhadores ligados às artes: seu avô foi funcionário do Theatro São Pedro, no qual sua família viveu, e onde ele nasceu e cresceu. A trajetória desse artista foi atravessada por inúmeras experiências vivenciadas dentro do principal aparelho cultural e casa de espetáculos do estado do Rio Grande do Sul". Na Cia. Teatro Novo desempenhou várias funções, atuando em palco, compondo trilhas sonoras e dirigindo. Foi reconhecido como um nome importante na história da dramaturgia para crianças no estado pelo Centro Brasileiro de Teatro para a Infância e Juventude.
Participa desde 2008 como ator, diretor e compositor de trilhas da Companhia In.Co.Mo.De-Te, uma das mais consagradas do Rio Grande do Sul, que na crítica de Renato Mendonça desenvolve "uma jornada de rigor estético que já rendeu montagens provocadoras e sofisticadas", ganhadora do Prêmio Funarte de Teatro Myriam Muniz com as peças O Gordo e o Magro Vão para o Céu e Movimentos sobre Rodas Paradas; do Prêmio Braskem, pela montagem de DentroFora, e do prêmio de Melhor Espetáculo do júri popular da RBS TV pela peça A Vida Dele, todas com texto de Paul Auster, exceto Movimentos, de Nelson Diniz. Também se destacam as montagens da companhia Terpsí Teatro de Dança, como Lautrec... fin de siecle, Prêmio SATED de melhor espetáculo de dança em 1993, A família do bebê e E la nave no va, Prêmio Açorianos de melhor espetáculo de dança em 2003. Como ator coadjuvante na montagem de Beijo no Asfalto recebeu o Açorianos em 1998.
Desde 2017 participa do Projeto Gompa, coletivo de teatro experimental que já recebeu uma série de premiações, incluindo  o prêmio International Ibsen Scholarship, o Prêmio Cenym de Teatro Nacional, oito prêmios no Festival Nacional de Teatro de Congonhas, oito Prêmios Tibicuera, e dois Prêmios Açorianos. Trabalhando com este grupo Álvaro recebeu individualmente um Prêmio Açorianos, um Prêmio Tibicuera e um prêmio no Festival Nacional de Teatro de Congonhas, todos na categoria de Trilha Sonora.
Como compositor de trilhas sonoras declarou preferir trabalhar com o grupo desde o início dos ensaios: "Ideal é a gente ter bastante tempo, tempo livre e dedicação aos ensaios, as primeiras leituras são determinantes pra essa atmosfera; essa coisa de ter a peça e depois chamar o músico é meio complicada". Muitas vezes concebe a trilha incorporando ruídos da movimentação dos atores em cena. Segundo Marcos Machado Chaves, que estudou o artista em sua dissertação de mestrado, "a utilização dos sons dos ensaios resulta tanto no seu material gravado visando à execução, como no jogo dos atores em descobrir sonoridades através de sua movimentação para reprodução em apresentação. A apropriação dos atores referente ao som produzido por eles é elemento que contribui na encenação". O artista descreveu sua experiência na composição para Toda Nudez Será Castigada:
"Todos os dias no ensaio nós vínhamos com propostas diferentes. A gente procurava trazer elementos novos pra impulsionar os atores. Então eles combinavam no final do ensaio o que iam fazer no outro ensaio, tanto em termos de luz, como de cenário, como de som. Eram todas as áreas trabalhando juntas na composição do espetáculo. [...] O processo nunca foi abandonado, sempre ia se modificando. Tanto é que eu nem sei quando se criou a trilha de verdade. [...] Foi criada do início ao fim, porque parece que ela já estava pronta. É uma coisa tão estranha... Parece assim que [...] quando se costurou tudo, começou a botar ordem, já estava tudo pronto, já estava tudo encaminhado conforme o que se queria. Para mim o ideal é isso: desde o início estar trabalhando junto".
Foi premiado pela melhor trilha sonora original com o Prêmio Açorianos, por Travessias; no Festival Vale dos Sinos, por O Bandido e o Cantador; com o Prêmio Tibicuera, por Pandolfo no Reino da Bestolândia, por Nina, o monstro e o coração perdido, e por CãoFusão, uma História Legal pra Cachorro, e com o Prêmio Quero-Quero por A Tempestade e os Mistérios da Ilha.
Fez papéis em filmes importantes produzidos no estado, entre eles Netto Perde sua Alma, de Beto Souza e Tabajara Ruas; Tolerância, de Carlos Gerbase; Houve uma Vez Dois Verões, de Jorge Furtado, e Meu Tio Matou um Cara, também de Furtado. Na televisão, além de comerciais, atuou nas séries Caixa Preta (Prime Box Brazil), Histórias Extraordinárias (RBS TV), Fora de Quadro (Canal Brasil), Horizonte B (TVE e Netflix), entre outras. Participou de muitos outros projetos com diversos grupos e artistas e recebeu várias outras indicações para prêmios. É ainda professor, ministrando oficinas e workshops.

## Prêmios

### Prêmio Açorianos
| Ano  | Categoria                                   | Espetáculos                                                                                |
| ---- | ------------------------------------------- | ------------------------------------------------------------------------------------------ |
| 1998 | Ator Coadjuvante                            | Álvaro RosaCosta (por Beijo no Asfalto)                                                    |
| 2004 | Trilha Sonora Original                      | Álvaro RosaCosta (por Travessias)                                                          |
| 2012 | Arranjador, Disco do Ano e Melhor disco MPB | Álvaro RosaCosta, Simone Rasslan e Beto Chedid (por Xaxados e Perdidos, de Simone Rasslan) |
| 2018 | Trilha Sonora Original                      | Álvaro RosaCosta (por Inimigos na casa de bonecas)                                         |
| 2022 | Álbum Infantil                              | Álvaro RosaCosta (por Amazônia – Um olhar sobre a floresta, do Projeto Gompa)              |

Prêmio Tibicuera
| Ano  | Categoria              | Espetáculos |
| ---- | ---------------------- | --- |
| 2005 | Trilha Sonora Original | Álvaro RosaCosta (por Pandolfo no Reino da Bestolândia)                                                                      |
| 2011 | Trilha Sonora Original | Álvaro RosaCosta (por CãoFusão)                                                                                              |
| 2014 | Trilha Sonora Original | Álvaro RosaCosta (por Nina, o monstro e o coração perdido)                                                                   |
| 2017 | Trilha Sonora Original | Álvaro RosaCosta (por Chapeuzinho Vermelho, de Joël Pommerat)                                                                |
| 2022 | Trilha Sonora          | Álvaro RosaCosta, Ronald Augusto, Leandro Maia e Simone Rasslan (por Amazônia - Um olhar sobre a Floresta, do Projeto Gompa) |

### Prêmio Assembleia Legislativa de Cinema
| Ano  | Categoria                                      |
| ---- | ---------------------------------------------- |
| 2021 | Produção Executiva (co-produtor) e Melhor Ator |